# 大夜香樹
大夜香樹（学名：Cestrum parqui）是茄科夜香樹屬的一種植物。這種植物原產於智利，在澳洲被視為是一種入侵物種。智利夜香木在英國獲得過皇家園藝學會的花園優秀獎。